# Jorge Carreño
Jorge Carreño Alvarado (n. Tehuacán, Puebla; 8 de marzo de 1929 - f. 1987) fue un caricaturista mexicano.

## Trayectoria
En 1944 comienza su carrera profesional como ayudante en el departamento de dibujo del periódico La Prensa mientras toma clases en la escuela de artes La Esmeralda y posteriormente en la "Escuela Libre de Arte y Publicidad". En 1951 entra al periódico "Novedades" en donde se dedica a ilustrar las columnas "Ensalada Popoff", "Titirimundi", "De Política y Políticos", "En Privado" y tras la muerte del caricaturista Ernesto "Chango" Cabral en 1968 es encargado de realizar la caricatura de la página editorial.
Desde agosto de 1960 suple al "brigadier" Antonio Arias Bernal en la revista Siempre! como portadista principal, hasta su muerte ocurrida en la Ciudad de México el 29 de octubre de 1987. Entre muchos otros premios fue reconocido con el tercer lugar en el IV Salón de la Caricatura en Montreal de 1967, Medalla de Oro del Campeonato Mundial de Periodismo "México 70", Primer Premio "Constantino Escalante" de 1972. En 1975, fue miembro fundador de la Sociedad Mexicana de Caricaturistas. Ganó el Premio Nacional de Periodismo de México en caricatura de 1978.
La obra más relevante de Carreño Alvarado fue la serie temática de Don Quijote, publicada en varias portadas de la revista Siempre!, para la cual trabajó durante 27 años. En 2005, dieciocho años después de su muerte, las ilustraciones realizadas con la imagen de El ingenioso Hidalgo Don Quijote de la Mancha le hicieron merecedor del premio El Yelmo de Mambrino, el cual fue recibido por su hijo Luis Carreño.